# Plebejus rufolunulata
Plebejus rufolunulata är en fjärilsart som beskrevs av Reverdin 1909. Plebejus rufolunulata ingår i släktet Plebejus och familjen juvelvingar. Inga underarter finns listade i Catalogue of Life.